# Empodisma
Empodisma é um género botânico pertencente à família Restionaceae.
O género possui 2 espécies de plantas herbáceas, originárias da Austrália e da Nova Zelândia.
O género foi descrito por L.A.S. Johnson & D.F. Cutler e publicado em Kew Bulletin 28: 383. 1974. A espécie-tipo é Empodisma minus (Hook. f.) L.A.S. Johnson & D.F. Cutler.

## Espécies
- Empodisma gracillimum (F.Muell.) L.A.S.Johnson & D.F.Cutler, Kew Bull. 28: 383 (1973 publ. 1974).
- Empodisma minus (Hook.f.) L.A.S.Johnson & D.F.Cutler, Kew Bull. 28: 383 (1973 publ. 1974).